# Campsie Glen
Campsie Glen är en dal i Storbritannien.   Den ligger i kommunen East Dunbartonshire och riksdelen Skottland, i den nordvästra delen av landet, 600 km nordväst om huvudstaden London.